# Acaena longiscapa
Acaena longiscapa é uma espécie de rosácea do gênero Acaena, pertencente à família Rosaceae.